# Небесный суд (телесериал)
«Небесный суд» — российский многосерийный художественный фильм и сериал. Премьера состоялась в 2011 году (4 серии), продолжения — в 2014 году (4 серии). Режиссёр и сценарист Алёна Званцова.
На основе сериала был создан полнометражный фильм. Фильм «Небесный суд» был фильмом открытия международного кинофестиваля «Меридианы Тихого» во Владивостоке.

## Сюжет
После смерти каждый из нас предстаёт перед судом, который отправляет душу либо… нет, не в рай или ад, а в «сектор покоя» или «сектор раздумий». На весах обычно — последний поступок человека, в котором, как в капле, отражается вся его предыдущая жизнь. Но дать правильную оценку этому поступку порой весьма непросто. Для этого и существует небесный суд. И судят на этом суде такие же люди, только умершие чуть раньше, и приговорённые к этой работе, которая по сути своей тоже «сектор раздумий»…

## В ролях
- Константин Хабенский — Андрей Юрьевич Казаков, прокурор первой ступени
- Михаил Пореченков — Вениамин Петрович Шведов, адвокат второй ступени
- Даниэла Стоянович — Веро́ника Ми́трович, вдова Андрея
- Никита Зверев — Никита Михайлович Лазарев, новый спутник Вероники
- Ингеборга Дапкунайте — Морфе́я, работница отдела сновидений
- Игорь Гордин — Алекс Поповски, старший инквизитор, он же Дилан Джей Бейли (2-й сезон)
- Яна Гладких — Эвридика, стажёр Казакова (2-й сезон)
- Дмитрий Марьянов — «Красавец», человек-скафандр
- Анна Михалкова — Люция Аркадьевна Виноградова, стоматолог
- Олег Мазуров — Антонио Луиджи Аморе
- Артур Ваха — дон Серджио Аморе, глава клана Аморе
- Тимур Бадалбейли — Убальдо Джанкарло Аморе (2-й сезон)
- Сергей Барковский — Савва Мефодьевич Чинушин, подсудимый
- Евгения Добровольская — Анна Владимировна Боровская, свидетель
- Игорь Гаспарян — человек-скафандр
- Юрий Ицков — Август Карлович Рильке, хранитель тел
- Юрий Орлов — судья
- Яна Сексте — Лилит
- Виталий Коваленко — Денис Валерьевич Рыбаков, покойный бывший одноклассник Никиты
- Эра Зиганшина — человек-скафандр (женщина на кладбище)
- Сергей Бызгу — пресвитер Преториус, подсудимый, впоследствии привратник Сектора Раздумий
- Игорь Черневич — Герман Борисович Кашин, подсудимый-зануда (2-й сезон)
- Ксения Каталымова — бармен Татьяна
- Борис Хвошнянский — ведущий тренингов по профилактике гордыни
- Андрей Шимко — Максим Леонидович Кулишенко, свидетель
- Константин Воробьёв — патологоанатом
- Оксана Базилевич — учительница
- Леонид Алимов — Махмуд
- Олег Рязанцев — санитар в морге
- Александр Обласов — «Рыжий», прокурор (2-й сезон)
- Яков Шамшин — Антон Корнеев, футболист (2-й сезон)
- Андрей Терентьев — Сергей Зайченко, футболист (2-й сезон)
- Анвар Либабов — Анатолий (2-й сезон)
- Ирина Ракшина — Тамара, жена Анатолия (2-й сезон)
- Людмила Аринина — миссис Мэри Кроу (2-й сезон)
- Дмитрий Лысенков — младший судья (2-й сезон)

## Саундтрек
Участники питерской рок-группы «Краденое Солнце» исполняют эпизодическую роль группы, в полном составе погибшей в авиакатастрофе. В фильме звучат композиции группы: «Таня», «Паучок», «Я умер сам», «Никарагуа», «Казахстан».